# Yzernay
Yzernay est une commune française située dans le département de Maine-et-Loire, en région Pays de la Loire.

## Géographie

### Localisation
Commune angevine des Mauges, Yzernay se situe au nord-est de Maulévrier, sur les routes D 148, Toutlemonde puis Cholet, D 25, Maulévrier / La Plaine, et D 267, Somloire. La pointe sud de son territoire est en limite du département des Deux-Sèvres.

### Climat
Pour des articles plus généraux, voir Climat des Pays de la Loire et Climat de Maine-et-Loire.
En 2010, le climat de la commune est de type climat océanique altéré, selon une étude du CNRS s'appuyant sur une série de données couvrant la période 1971-2000. En 2020, Météo-France publie une typologie des climats de la France métropolitaine dans laquelle la commune est exposée à un climat océanique et est dans une zone de transition entre les régions climatiques « Bretagne orientale et méridionale, Pays nantais, Vendée » et « Moyenne vallée de la Loire ».
Pour la période 1971-2000, la température annuelle moyenne est de 11,4 °C, avec une amplitude thermique annuelle de 14,4 °C. Le cumul annuel moyen de précipitations est de 828 mm, avec 12,3 jours de précipitations en janvier et 6,8 jours en juillet. Pour la période 1991-2020, la température moyenne annuelle observée sur la station météorologique de Météo-France la plus proche, sur la commune de Nueil-les-Aubiers à 13 km à vol d'oiseau, est de 12,0 °C et le cumul annuel moyen de précipitations est de 812,2 mm,. Pour l'avenir, les paramètres climatiques de la commune estimés pour 2050 selon différents scénarios d'émission de gaz à effet de serre sont consultables sur un site dédié publié par Météo-France en novembre 2022.

## Urbanisme

### Typologie
Au 1er janvier 2024, Yzernay est catégorisée bourg rural, selon la nouvelle grille communale de densité à sept niveaux définie par l'Insee en 2022.
Elle est située hors unité urbaine. Par ailleurs la commune fait partie de l'aire d'attraction de Cholet, dont elle est une commune de la couronne,. Cette aire, qui regroupe 26 communes, est catégorisée dans les aires de 50 000 à moins de 200 000 habitants,.

### Occupation des sols
L'occupation des sols de la commune, telle qu'elle ressort de la base de données européenne d’occupation biophysique des sols Corine Land Cover (CLC), est marquée par l'importance des territoires agricoles (85,6 % en 2018), en diminution par rapport à 1990 (86,6 %). La répartition détaillée en 2018 est la suivante : 
terres arables (41,6 %), zones agricoles hétérogènes (31,9 %), prairies (12,1 %), forêts (11,7 %), zones urbanisées (2,7 %). L'évolution de l’occupation des sols de la commune et de ses infrastructures peut être observée sur les différentes représentations cartographiques du territoire : la carte de Cassini (XVIIIe siècle), la carte d'état-major (1820-1866) et les cartes ou photos aériennes de l'IGN pour la période actuelle (1950 à aujourd'hui).

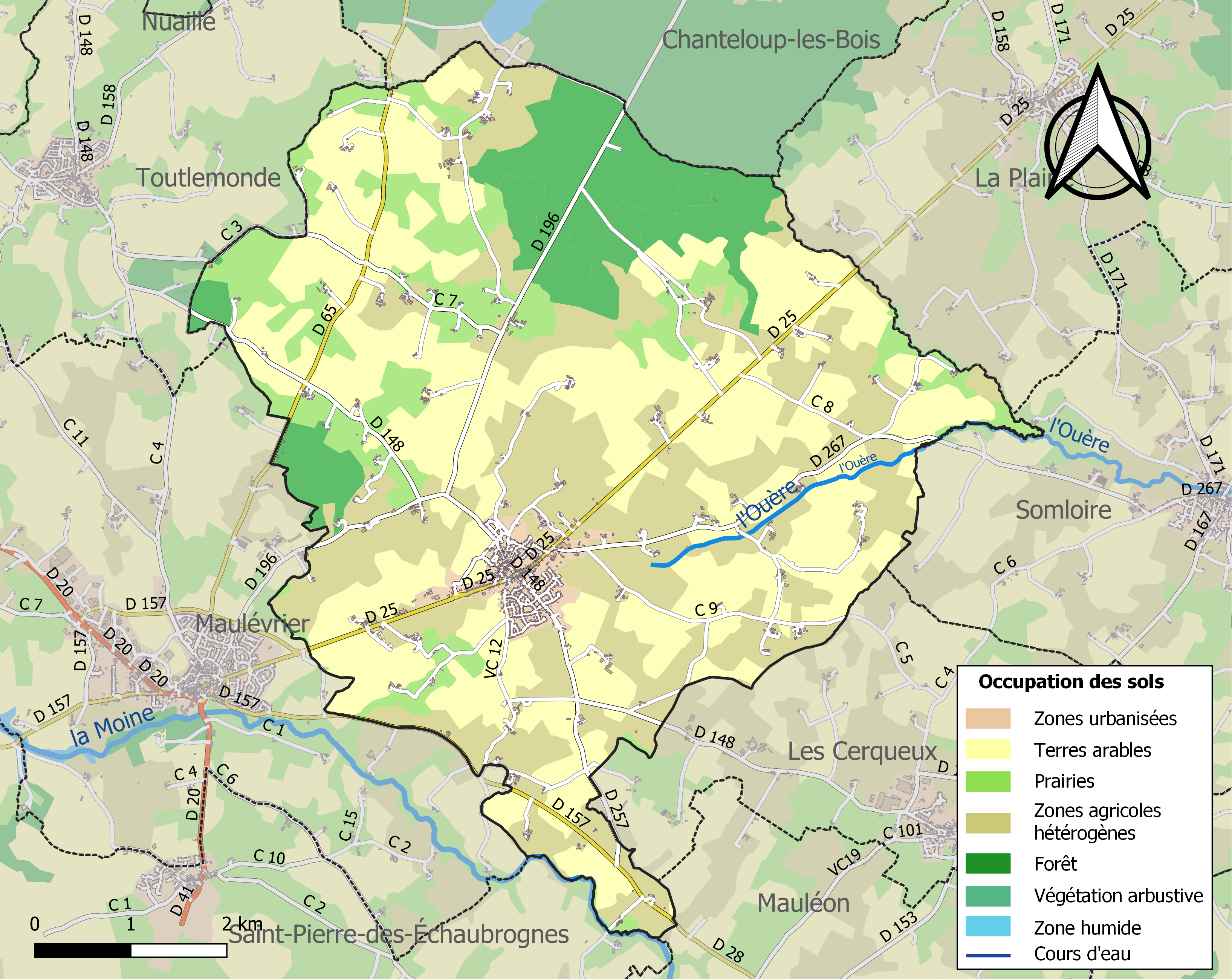
Carte des infrastructures et de l'occupation des sols de la commune en 2018 (CLC).

## Toponymie
Le nom de la localité est attesté sous les formes Yzernaium, Yzernayum aux alentours de 1300, Yzernacus en 1588.
Ses habitants sont appelés les Yzernois ou Yzernéens.

## Héraldique
| Blason de Yzernay | Blason  | D'or à la tête de cerf de sable posée de front et de trois-quarts, surmontée d'un cœur croiseté de gueules. |
| Blason de Yzernay | Détails | Le statut officiel du blason reste à déterminer.                                                            |

## Histoire
Sous l'Ancien Régime, la paroisse dépend de l'évêché de Poitiers jusqu'en 1317, puis de Maillezais jusqu'en 1648, puis de La Rochelle. Elle relève au XVIIIe siècle de l'élection et des aides de Montreuil-Bellay, de la sénéchaussée et du présidial d'Angers, du grenier à sel de Cholet.

## Politique et administration

### Administration municipale
| Période                                  | Période                    | Identité                 | Étiquette | Qualité                      |
| ---------------------------------------- | -------------------------- | ------------------------ | --------- | ---------------------------- |
| 1789                                     |                            | P. Hay                   |           | syndic                       |
| 1790                                     |                            | Joseph-François Vexiau   |           | syndic de la municipalité    |
| an IV                                    |                            | Pierre Brébion           |           |                              |
| an VIII                                  |                            | Pierre-Joseph Mérand     |           | nommé percepteur en 1814     |
| 25 juin 1814                             |                            | Pinel de La Palusse      |           | propriétaire à la Guadeloupe |
| 29 décembre 1814                         | 8 octobre 1829 (démission) | Pierre Chiron            |           |                              |
| 12 novembre 1829                         | 4 août 1830 (démission)    | Jean-Baptiste Hy         |           |                              |
| 1830                                     |                            | Charles-Joseph Jublin    |           |                              |
| 1834                                     |                            | Jean Boidron             |           |                              |
| 1837                                     | 1er mars 1847 (démission)  | Jean Yvon                |           |                              |
| 10 septembre 1848                        | décembre 1851 (démission)  | Charles Dupont           |           |                              |
| 13 janvier 1852                          |                            | Jean-Baptiste Yvon       |           |                              |
| 22 juillet 1852                          | 25 février 1893            | Charles Dupont           |           |                              |
| 19 mars 1893                             | 17 septembre 1900          | Jean de Chabot           |           |                              |
| 11 octobre 1900                          | 1908                       | Félix Baudry             |           |                              |
| 1908                                     | 1929                       | Georges Dupont           |           |                              |
| 1929                                     | 1945                       | Comte François de Chabot |           | Châtelain de Villefort       |
| 1945                                     | 1983                       | Pierre de Romans         |           |                              |
| mars 1983                                |                            | Raymond Landreau         |           |                              |
| mars 2001                                | 26 mai 2020                | Roland Ouvrard           |           |                              |
| 26 mai 2020                              | En cours (au 28 mai 2020)  | Dominique Séchet         |           |                              |
| Les données manquantes sont à compléter. |                            |                          |           |                              |

### Intercommunalité
Depuis le 1er janvier 2017, la commune est membre de l'agglomération du Choletais après la fusion avec la communauté de communes du Bocage.

## Population et société

### Démographie

#### Évolution démographique
L'évolution du nombre d'habitants est connue à travers les recensements de la population effectués dans la commune depuis 1793. Pour les communes de moins de 10 000 habitants, une enquête de recensement portant sur toute la population est réalisée tous les cinq ans, les populations de référence des années intermédiaires étant quant à elles estimées par interpolation ou extrapolation. Pour la commune, le premier recensement exhaustif entrant dans le cadre du nouveau dispositif a été réalisé en 2004.

En 2022, la commune comptait 1 829 habitants, en évolution de −1,4 % par rapport à 2016 (Maine-et-Loire : +2,12 %, France hors Mayotte : +2,11 %).
| 1793  | 1800 | 1806  | 1821  | 1831  | 1836  | 1841  | 1846  | 1851  |
| ----- | ---- | ----- | ----- | ----- | ----- | ----- | ----- | ----- |
| 1 370 | 966  | 1 110 | 1 417 | 1 601 | 1 507 | 1 564 | 1 774 | 1 945 |

| 1856  | 1861  | 1866  | 1872  | 1876  | 1881  | 1886  | 1891  | 1896  |
| ----- | ----- | ----- | ----- | ----- | ----- | ----- | ----- | ----- |
| 1 981 | 1 993 | 1 902 | 1 811 | 1 777 | 1 746 | 1 730 | 1 674 | 1 609 |

| 1901  | 1906  | 1911  | 1921  | 1926  | 1931  | 1936  | 1946  | 1954  |
| ----- | ----- | ----- | ----- | ----- | ----- | ----- | ----- | ----- |
| 1 579 | 1 441 | 1 442 | 1 272 | 1 271 | 1 296 | 1 251 | 1 244 | 1 236 |

| 1962  | 1968  | 1975  | 1982  | 1990  | 1999  | 2004  | 2006  | 2009  |
| ----- | ----- | ----- | ----- | ----- | ----- | ----- | ----- | ----- |
| 1 288 | 1 283 | 1 421 | 1 545 | 1 634 | 1 576 | 1 565 | 1 610 | 1 760 |

| 2014  | 2019  | 2022  | - | - | - | - | - | - |
| ----- | ----- | ----- | - | - | - | - | - | - |
| 1 845 | 1 813 | 1 829 | - | - | - | - | - | - |

#### Pyramide des âges
La population de la commune est relativement jeune.
En 2018, le taux de personnes d'un âge inférieur à 30 ans s'élève à 34,7 %, soit en dessous de la moyenne départementale (37,2 %). À l'inverse, le taux de personnes d'âge supérieur à 60 ans est de 26,6 % la même année, alors qu'il est de 25,6 % au niveau départemental.
En 2018, la commune compte 911 hommes pour 916 femmes, soit un taux de 50,14 % de femmes, légèrement inférieur au taux départemental (51,37 %).
Les pyramides des âges de la commune et du département s'établissent comme suit.
| Hommes | Classe d’âge | Femmes |
| ------ | ------------ | ------ |
| 0,8    | 90 ou +      | 1,3    |
| 7,7    | 75-89 ans    | 8,8    |
| 16,7   | 60-74 ans    | 17,8   |
| 20,1   | 45-59 ans    | 18,7   |
| 19,7   | 30-44 ans    | 18,8   |
| 14,9   | 15-29 ans    | 12,9   |
| 20,0   | 0-14 ans     | 21,7   |

| Hommes | Classe d’âge | Femmes |
| ------ | ------------ | ------ |
| 0,9    | 90 ou +      | 2,1    |
| 7      | 75-89 ans    | 9,5    |
| 16,2   | 60-74 ans    | 16,9   |
| 19,4   | 45-59 ans    | 18,7   |
| 18,2   | 30-44 ans    | 17,5   |
| 18,8   | 15-29 ans    | 17,6   |
| 19,5   | 0-14 ans     | 17,6   |

### Vie locale
Plusieurs associations ou clubs de sports sont disponibles dans la commune tel que : un club de football (SomloirYzernay CP Foot), un club de basketball (Étoile Sportive Yzernay section basket), un club de cyclotourisme, un club de fitness, un club de pétanque, l'Orchestre harmonique d'Yzernay et son groupe dansant, un foyer des jeunes, un foyer des anciens, etc.

## Économie
Sur 152 établissements présents sur la commune à la fin de l'année 2010, 38 % relèvent du secteur de l'agriculture (pour une moyenne de 17 % sur le département), 8 % du secteur de l'industrie, 6 % du secteur de la construction, 38 % de celui du commerce et des services et 11 % du secteur de l'administration et de la santé. Fin 2015, sur les 145 établissements actifs, 39 % relèvent du secteur de l'agriculture (pour 11 % sur le département), 14 % du secteur de l'industrie, 9 % du secteur de la construction, 65 % de celui du commerce et des services et 18 % du secteur de l'administration et de la santé.

## Culture locale et patrimoine

### Lieux et monuments
- Église Saint-Hilaire.
- Cimetière des Martyrs.

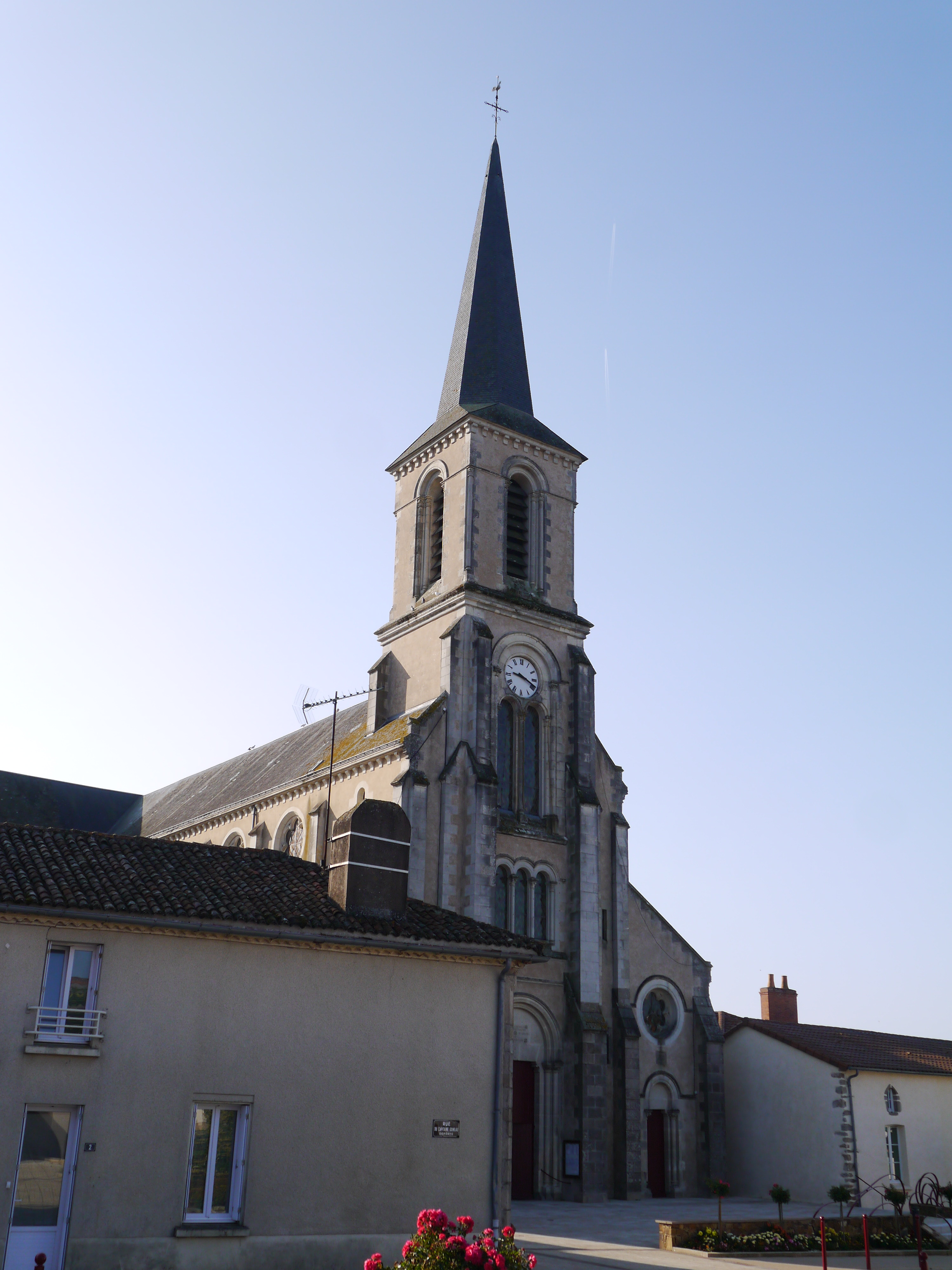
L'église Saint-Hilaire.

- Château de Villefort, propriété des Chabot.
- Château du Bois de Saint-Louis (1861).
- Chapelle de la Musse.

### Personnalités liées à la commune
- Jacques Vandangeon (1769-1849), dit Jacques le Sabreur, né sur la commune, capitaine de la paroisse en 1793 et durant les guerres de Vendée.